# Alan Clyne
Alan Kevin Clyne (* 25. Juli 1986 in Inverness) ist ein ehemaliger schottischer Squashspieler.

## Karriere
Alan Clyne schloss 2007 erfolgreich sein Studium Physical Education an der University of Edinburgh ab.
Im Anschluss begann er seine Karriere und gewann acht Titel auf der PSA World Tour. Seine beste Platzierung in der Weltrangliste erreichte er mit Rang 24 im November 2017. Er wurde zwischen 2008 und 2020 zehnmal schottischer Landesmeister. Mit der schottischen Nationalmannschaft nahm er 2005, 2007, 2009, 2011, 2013, 2017, 2019 und 2023 an Weltmeisterschaften teil. Mit Greg Lobban wurde er 2016 Weltmeister im Doppel. Er beendete nach den US Open im Oktober 2022 seine Karriere und begann eine Trainerlaufbahn bei der Princeton University.
Am 14. Juli 2018 heiratete er Olivia Blatchford, die ebenfalls als Squashspielerin aktiv ist.

## Erfolge
- Weltmeister im Doppel: 2016 (mit Greg Lobban)
- Gewonnene PSA-Titel: 8
- Schottischer Meister: 10 Titel (2008, 2010, 2012, 2014–2020)